# Флинто, Йоханнес
Йоханнес Флинто (норв. Johannes Flintoe, дат. Johannes Flintoe; 1786, Копенгаген — 1870, там же) — норвежский художник, педагог. Видный представитель периода романтического национализма в живописи Норвегии.

## Биография
Датского происхождения. С тринадцати лет работал учеником у приёмного отца-мастера декоративной живописи. В 1802—1805 годах обучался в Датской королевской академии изящных искусств. Одновременно брал частные уроки по декоративной и театральной живописи.
Участник наполеоновских войн. С 1807 по 1808 год служил в армии. При защите Копенгагена заболел ревматизмом, от которого страдал всю свою жизнь.
В 1811 году получил звание мастера-живописца в Копенгагенской гильдии. Переехал в Христианию (ныне Осло). Работал декоратором, театральным художником, занимался пейзажным оформлением спектаклей, писал портреты и создавал образцы мебели.
С 1819 по 1851 год — преподаватель Королевской школы искусств в Христиании. Среди его известных учеников — Ханс Гуде, Олаф Исаксен, Юхан Фредрик Эккерсберг и др.
Много путешествовал по Скандинавии, занимался изучением быта и национальных костюмов коренных народов. С 1842 по 1851 год — член совета Национальной галереи Норвегии.
Позже, вернулся в Данию, где и умер от продолжительной болезни в Копенгагене 27 января 1870 года.

## Творчество
Флинто — художник-пейзажист, автор ряда картин исторического и фольклорного жанра. Наиболее известен своими пейзажами высокогорной норвежской природы. Автор многих полотен, выполненных гуашью, изображающих в ярких красках водопады и горы. Со временем стал одним из лидером норвежской пейзажной живописи.

## Галерея

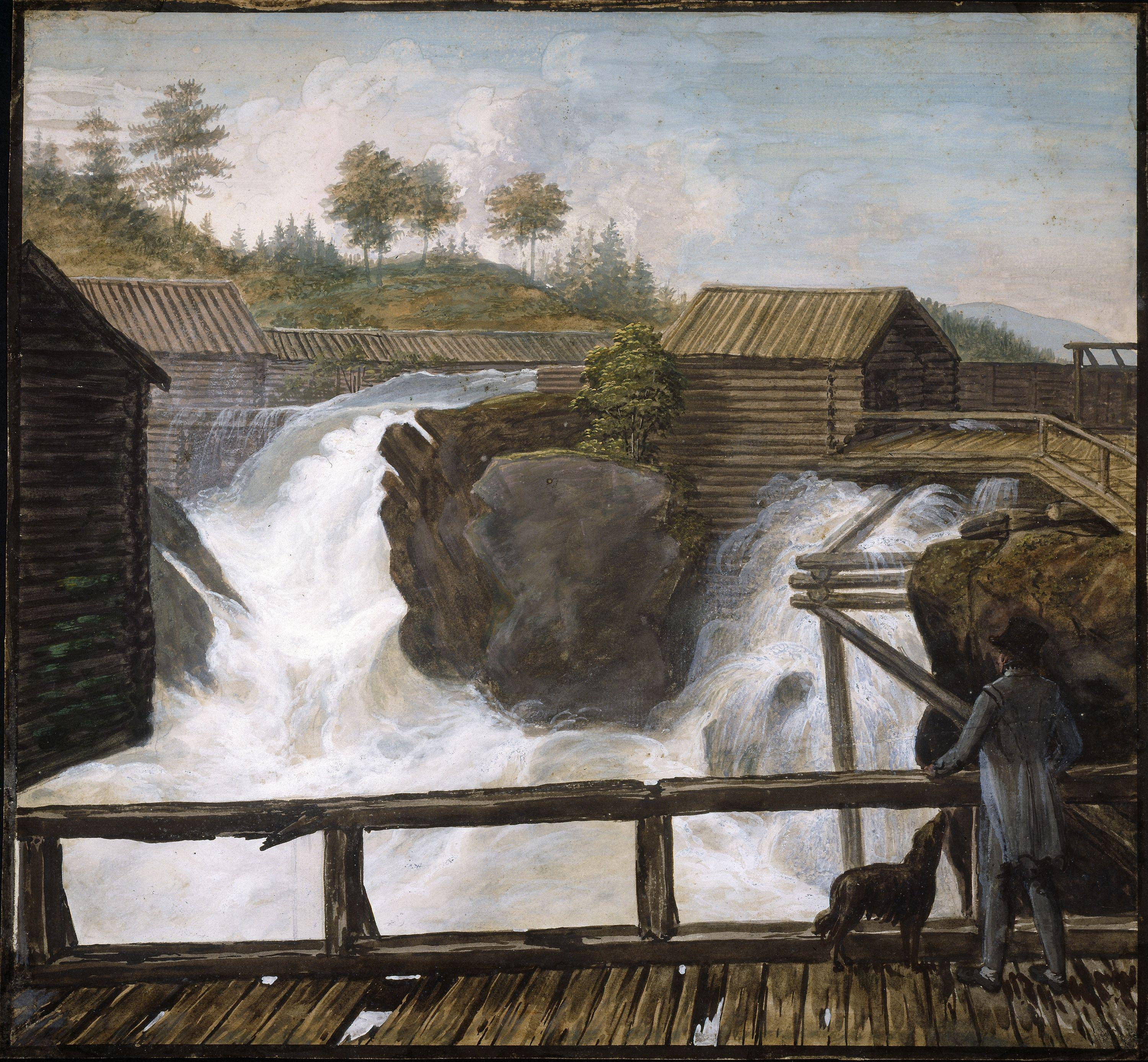
Водопад в Хёнефоссе (1819)
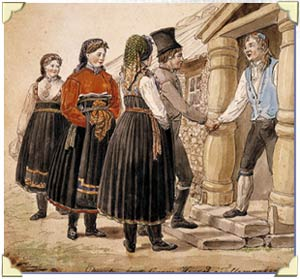
Народные костюмы из Телемарка (1820)
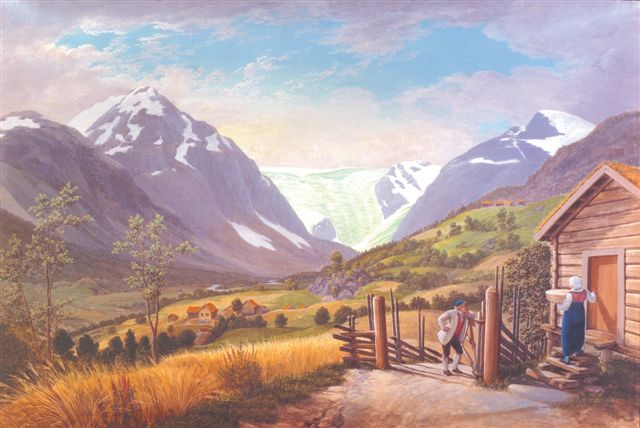
Пейзаж Согн-ог-Фьюране (1822)
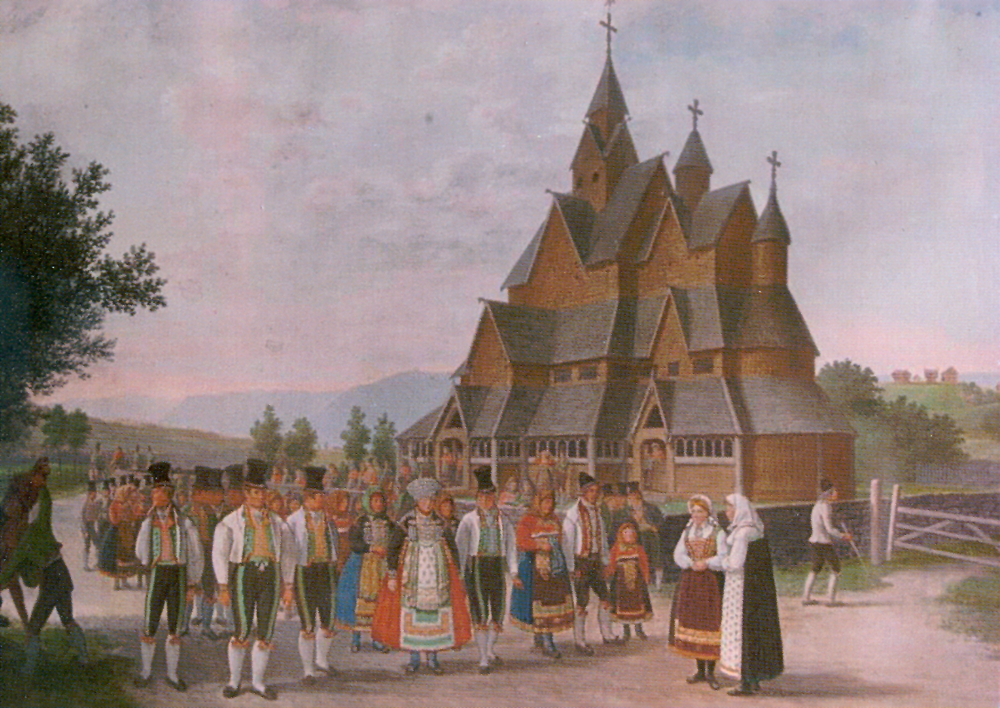
Ставкирка в Хеддале (1828)
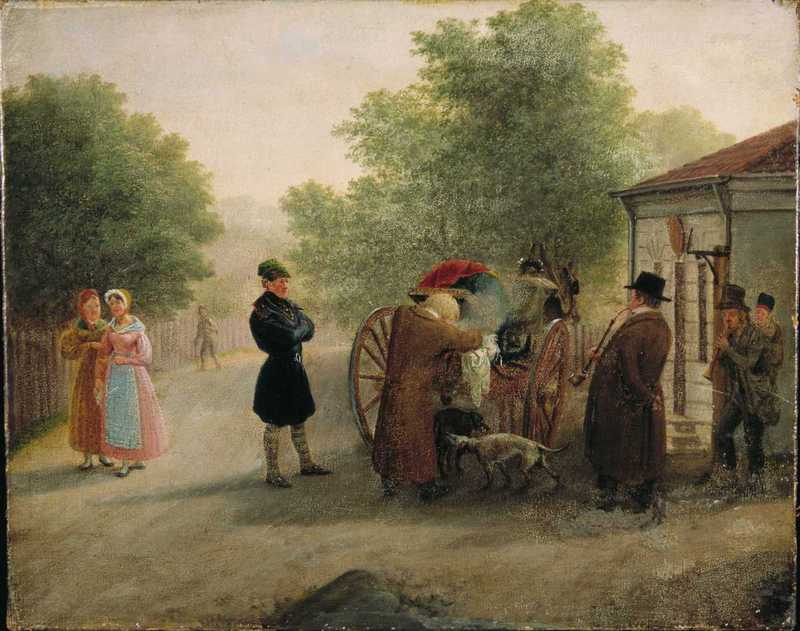
Таможенная станция (1829)
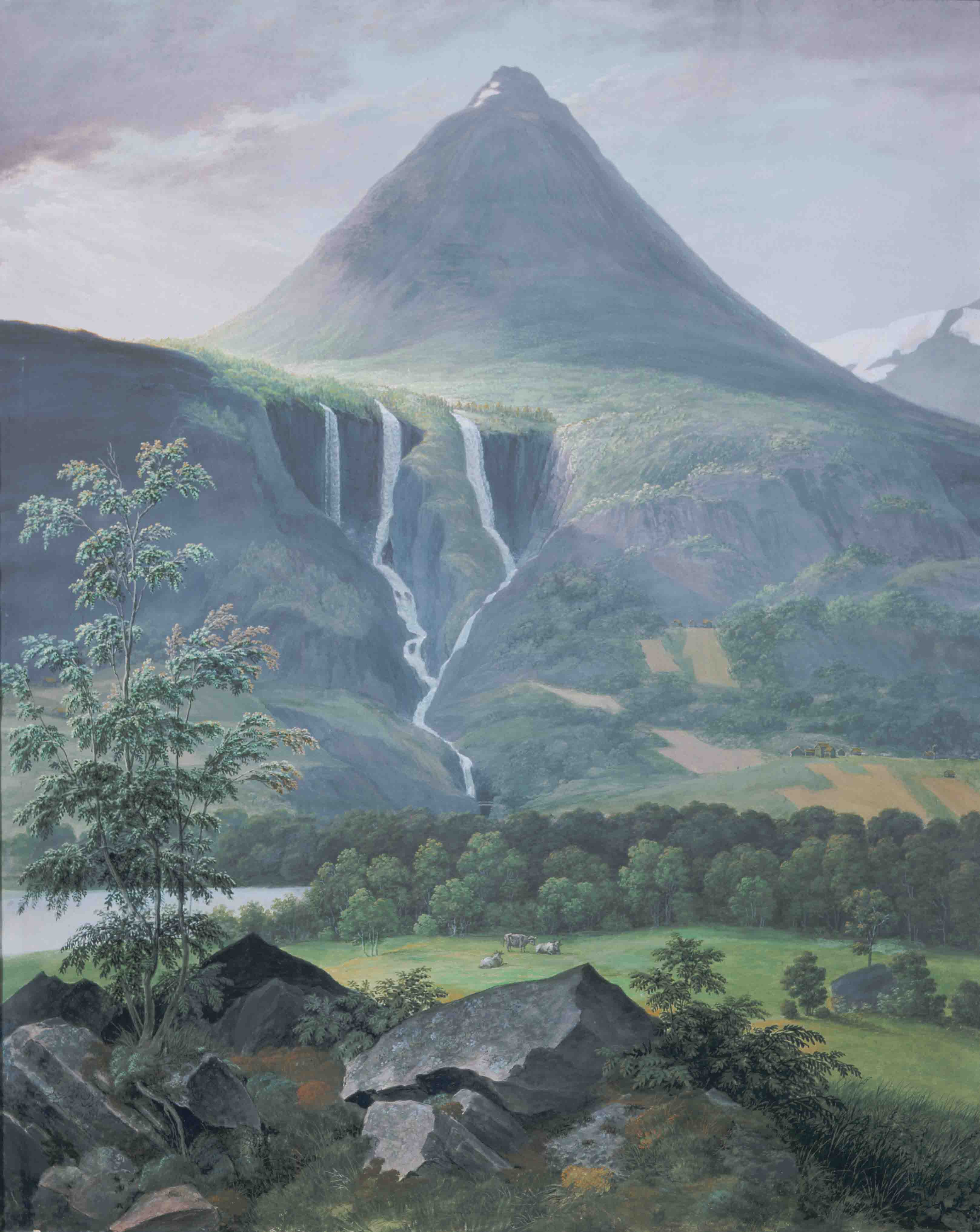
Мирхорн (1833)
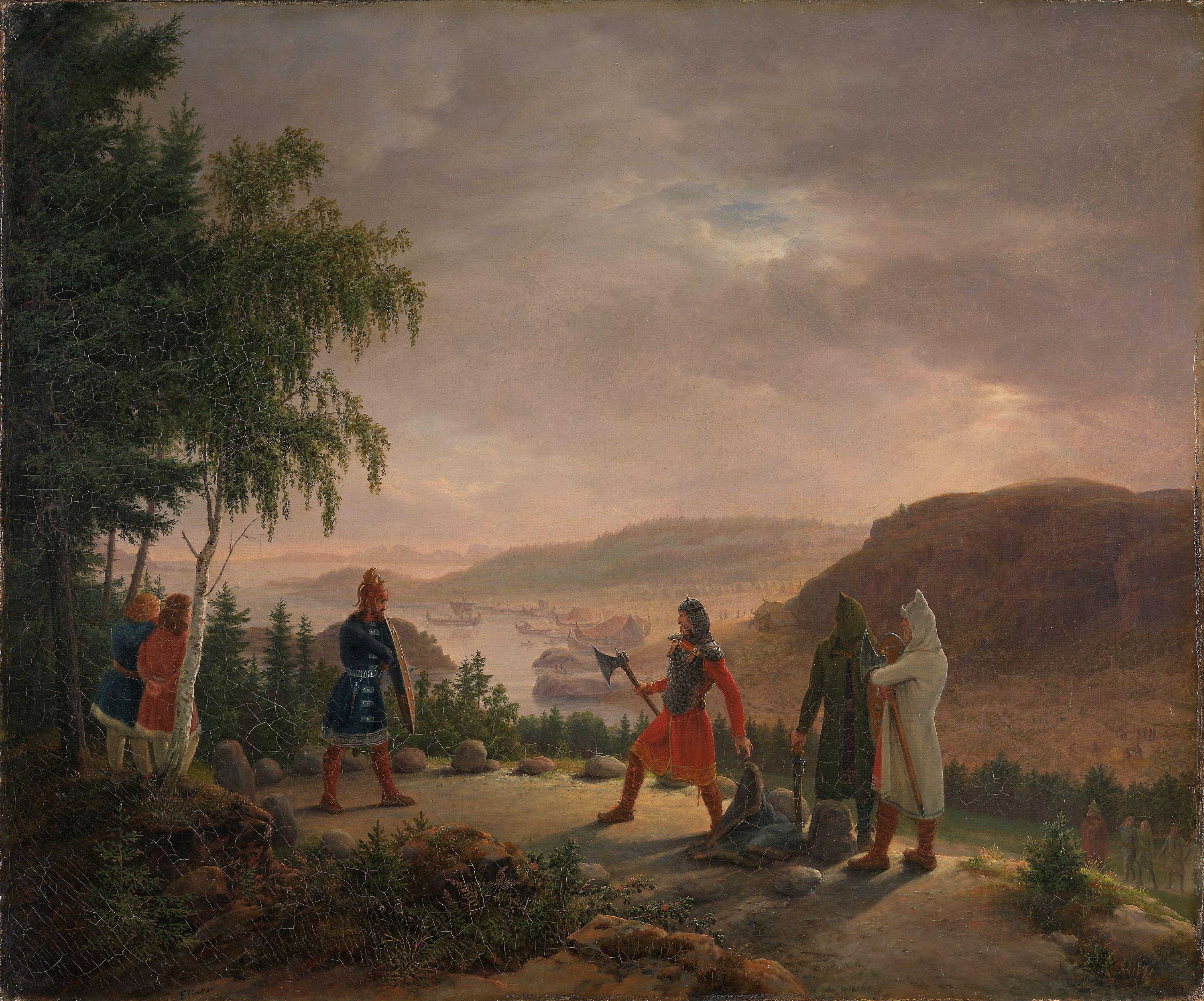
Поединок Эгиля Скаллагримсона в Скирингссале (1835)
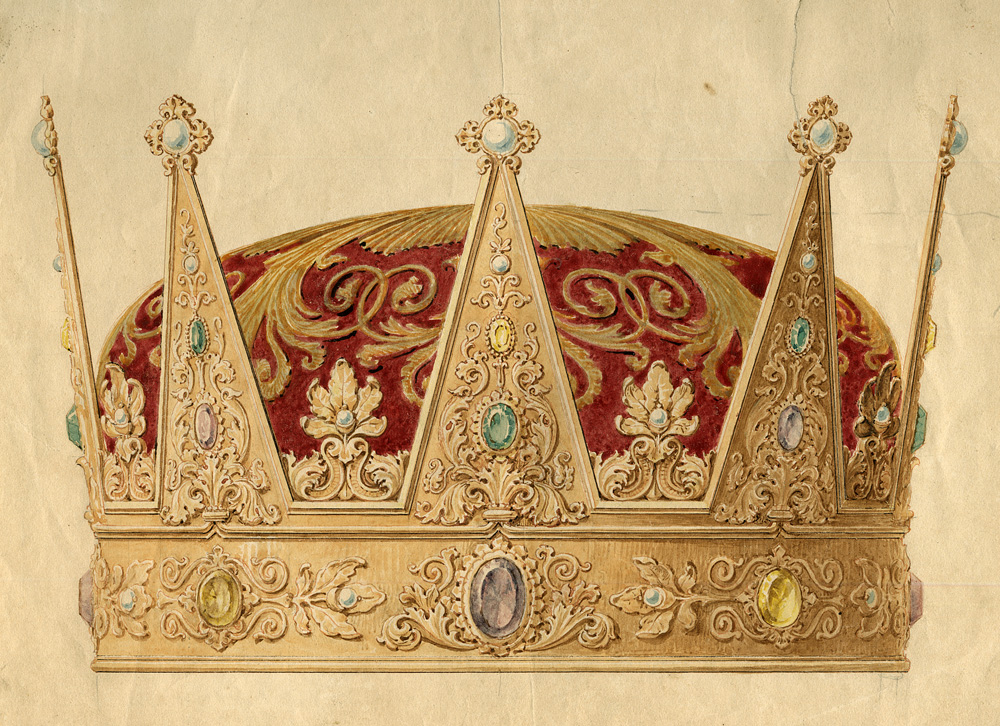
Корона принцев Норвегии (1846)
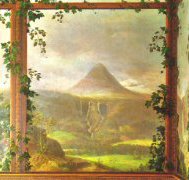
Панель Fugleværelset.